# Јонашку (Телеорман)
Јонашку (рум. Ionașcu) насеље је у Румунији у округу Телеорман у општини Калмацују Де Сус. Oпштина се налази на надморској висини од 91 m.

## Становништво
Према подацима из 2002. године у насељу је живело 482 становника, од којих су сви румунске националности.